# Bonningues-lès-Calais
Pour les articles homonymes, voir Bonningues.
Bonningues-lès-Calais est une commune française située dans le département du Pas-de-Calais en région Hauts-de-France. Ses habitants sont appelés les Bonninguois. La commune est membre de la communauté d'agglomération Grand Calais Terres et Mers. La commune est jumelée avec Krummesse en Allemagne.

## Géographie

### Localisation
Localisée dans le nord-ouest du département du Pas-de-Calais et située, à vol d'oiseau, à 10 km au sud-ouest de la commune de Calais (chef-lieu d'arrondissement), Bonningues-lès-Calais se trouve dans les premiers contreforts du Boulonnais.
La commune est proche du terminal Getlink de Coquelles, permettant l'accès au tunnel sous la Manche, et de la gare TGV de Calais-Fréthun. En outre, elle est desservie par l'A16, la reliant directement à Paris, Beauvais, Amiens, Boulogne-sur-Mer, Calais (en 10 min) et Dunkerque.
La commune est également située à cinq minutes de la gare de Calais - Fréthun, ainsi qu'à dix minutes de l'entrée du Tunnel sous la Manche.
Sa proximité avec le littoral de la Côte d'Opale et le site du cap Blanc-Nez, les forêts de l'arrière pays de la région de Guînes et de l'Ardrésis en font une destination pour le tourisme vert et les activités de plein air.
Le territoire de la commune est limitrophe de ceux de neuf communes.
Les communes limitrophes sont Coquelles, Peuplingues, Pihen-lès-Guînes, Saint-Inglevert, Saint-Tricat, Escalles, Fréthun, Hervelinghen et Nielles-lès-Calais.

### Géologie et relief
La superficie de la commune est de 8,49 km2 ; son altitude varie de 22  à   131 mètres.

### Hydrographie
La commune est située dans le bassin Artois-Picardie. Elle n'est drainée par aucun cours d'eau,.

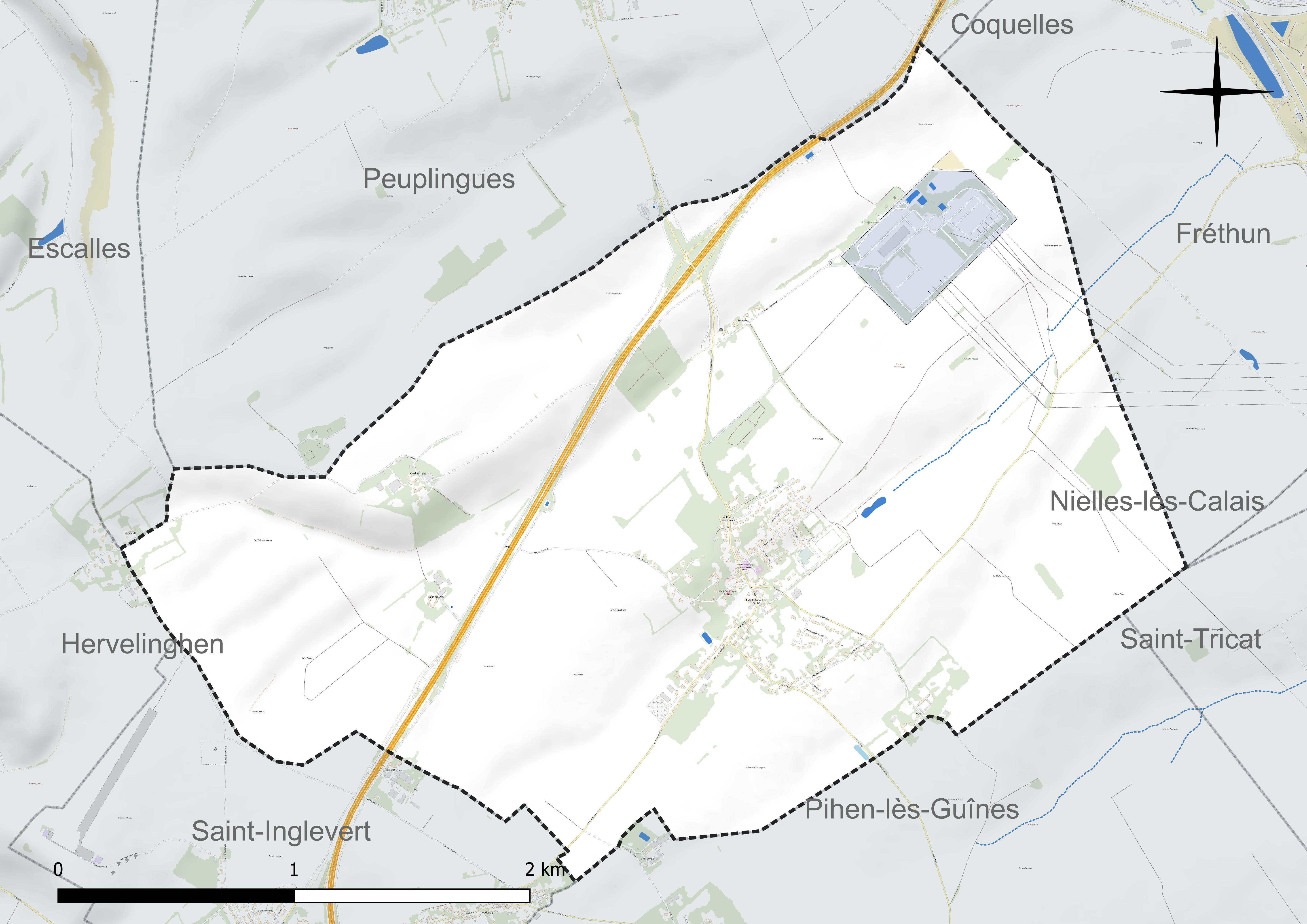
Réseau hydrographique de Bonningues-lès-Calais.

### Climat
Pour des articles plus généraux, voir Climat des Hauts-de-France et Climat du Pas-de-Calais.
En 2010, le climat de la commune est de type climat océanique franc, selon une étude du CNRS s'appuyant sur une série de données couvrant la période 1971-2000. En 2020, Météo-France publie une typologie des climats de la France métropolitaine dans laquelle la commune est exposée à un climat océanique et est dans la région climatique Côtes de la Manche orientale, caractérisée par un faible ensoleillement (1 550 h/an) ; forte humidité de l'air (plus de 20 h/jour avec humidité relative > 80 % en hiver), vents forts fréquents.
Pour la période 1971-2000, la température annuelle moyenne est de 10,4 °C, avec une amplitude thermique annuelle de 12,6 °C. Le cumul annuel moyen de précipitations est de 891 mm, avec 12,7 jours de précipitations en janvier et 8,4 jours en juillet. Pour la période 1991-2020, la température moyenne annuelle observée sur la station météorologique la plus proche, située sur la commune de Marck à 14 km à vol d'oiseau, est de 11,0 °C et le cumul annuel moyen de précipitations est de 737,1 mm,. Pour l'avenir, les paramètres climatiques de la commune estimés pour 2050 selon différents scénarios d'émission de gaz à effet de serre sont consultables sur un site dédié publié par Météo-France en novembre 2022.

### Paysages
Pour un article plus général, voir Paysage en France.

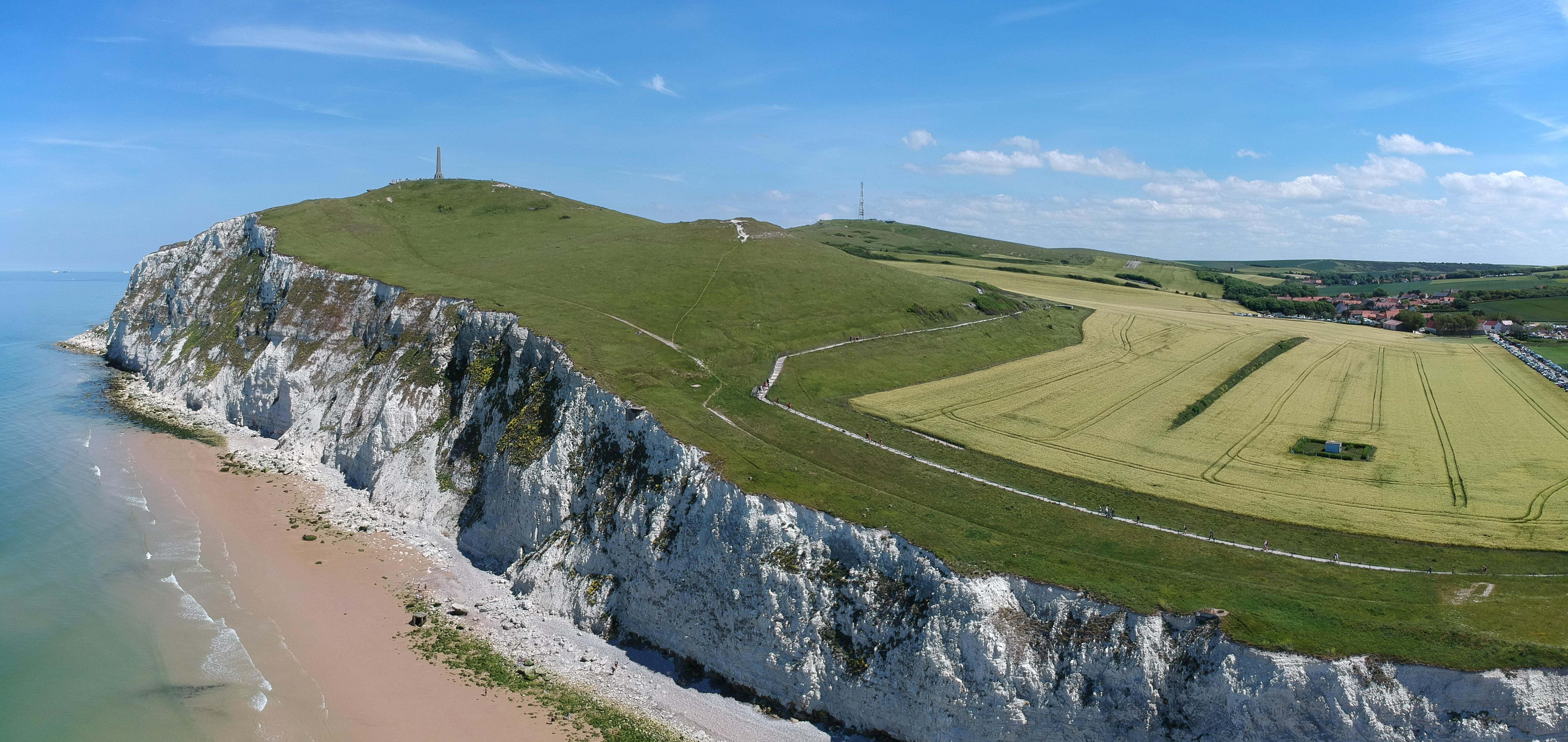
Une vue de ces « paysages des falaises d'Opale » et le cap Blanc-Nez.

La commune s'inscrit à la jonction de deux paysages régionaux tels qu’ils sont définis dans l’atlas de paysages de la région Nord-Pas-de-Calais, conçu par la direction régionale de l'Environnement, de l'Aménagement et du Logement (DREAL), :
- les « paysages des falaises d'Opale », qui concernent 30 communes, s'étendent le long de la côte, d'Équihen-Plage à Sangatte, sur une bande d’environ 50 kilomètres de long et d’un maximum de 5 kilomètres de large, l'autoroute A 16 étant la frontière à l'est. Ils sont constitués, d’une part, par les falaises d’Opale où se trouve le grand site des Deux Caps qui, avec le cap Blanc-Nez, culmine à 150 mètres, ces falaises offrent un belvédère sur le pas de Calais  avec la possibilité de voir les côtes d'Angleterre, et d'autre part, vers l'intérieur des terres, avec les paysages littoraux qui jouxtent ceux des « coteaux calaisiens et du pays de Licques », d'un paysage alternant collines, vallons et bocages[12].

L’occupation des sols se répartit en 43 % de cultures pour les paysages arrière-littoraux, 20 % de sols artificialisés, 20 % de prairies et forêts et 10 % de plage.
Les crans, constituent une des particularités de ces côtes à falaises. Les crans sont des vallées suspendues qui se sont retrouvées le « nez en l’air », soit du fait de l'affaissement du pas de Calais, soit par la baisse du niveau de la mer, comme le cran d'Escalles, le cran Mademoiselle, le cran Poulet, le cran Barbier, le cran des Sillers, le cran de Quette et le cran aux Œufs, situés, eux, sur la commune d’Audinghen.
Ces paysages sont traversés par trois fleuves côtiers, la Liane, le Wimereux et la Slack, et par le sentier de grande randonnée GR 120 ou GR littoral, appelé aussi sentier des douaniers, qui chemine le long de ces paysages ;
- les « paysages des coteaux calaisiens et du pays de Licques » concernent 56 communes du Pas-de-Calais. Ces paysages s'étendent sur environ 30 km de long (est-ouest) et 15 km de large (nord-sud) et présentent deux sous-ensembles : les coteaux calaisiens au nord et le pays de Licques au sud. Les altitudes de ces paysages varient de 206 m dans le Pays de Licques, à 120 m dans l’ouest des coteaux Calaisiens, près de Guînes, et à 10 m dans l'est, près d'Audruicq[13].

Ces paysages recouvrent trois entités écopaysagères : les collines guînoises qui constituent le rebord septentrional de l'Artois, l'entité de Bredenarde qui appartient à la plaine maritime flamande, et la cuvette de Licques. Ils sont constitués de 59,70 % de cultures, de 17,30 % de forêts, de 15,11 % de prairies naturelles, permanentes, de 7,45 % d'espaces artificialisés, avec les quatre principales communes que sont Audruicq, Ardres, Guînes et Licques, de 0,27 % d'industries, et de 0,18 % de cours d'eau et plan d'eau.
Les éléments structurants de ces paysages sont la LGV Nord et l'A26, la rivière la Hem qui coule du sud vers le nord-est, les escarpements sur les coteaux du Calaisis et autour du pays de Licques et, d'ouest en est, les différents boisements comme la forêt de Guînes, le bois de l'Abbaye, la forêt de Tournehem et une partie de la forêt d'Éperlecques.

## Urbanisme

### Typologie
Au 1er janvier 2024, Bonningues-lès-Calais est catégorisée commune rurale à habitat dispersé, selon la nouvelle grille communale de densité à sept niveaux définie par l'Insee en 2022.
Elle est située hors unité urbaine. Par ailleurs la commune fait partie de l'aire d'attraction de Calais, dont elle est une commune de la couronne,. Cette aire, qui regroupe 45 communes, est catégorisée dans les aires de 50 000 à moins de 200 000 habitants,.

### Occupation des sols
L'occupation des sols de la commune, telle qu'elle ressort de la base de données européenne d'occupation biophysique des sols Corine Land Cover (CLC), est marquée par l'importance des territoires agricoles (92,6 % en 2018), en diminution par rapport à 1990 (97 %). La répartition détaillée en 2018 est la suivante : 
terres arables (89,3 %), zones urbanisées (4,2 %), zones agricoles hétérogènes (3,3 %), zones industrielles ou commerciales et réseaux de communication (3,1 %). L'évolution de l'occupation des sols de la commune et de ses infrastructures peut être observée sur les différentes représentations cartographiques du territoire : la carte de Cassini (XVIIIe siècle), la carte d'état-major (1820-1866) et les cartes ou photos aériennes de l'IGN pour la période actuelle (1950 à aujourd'hui).

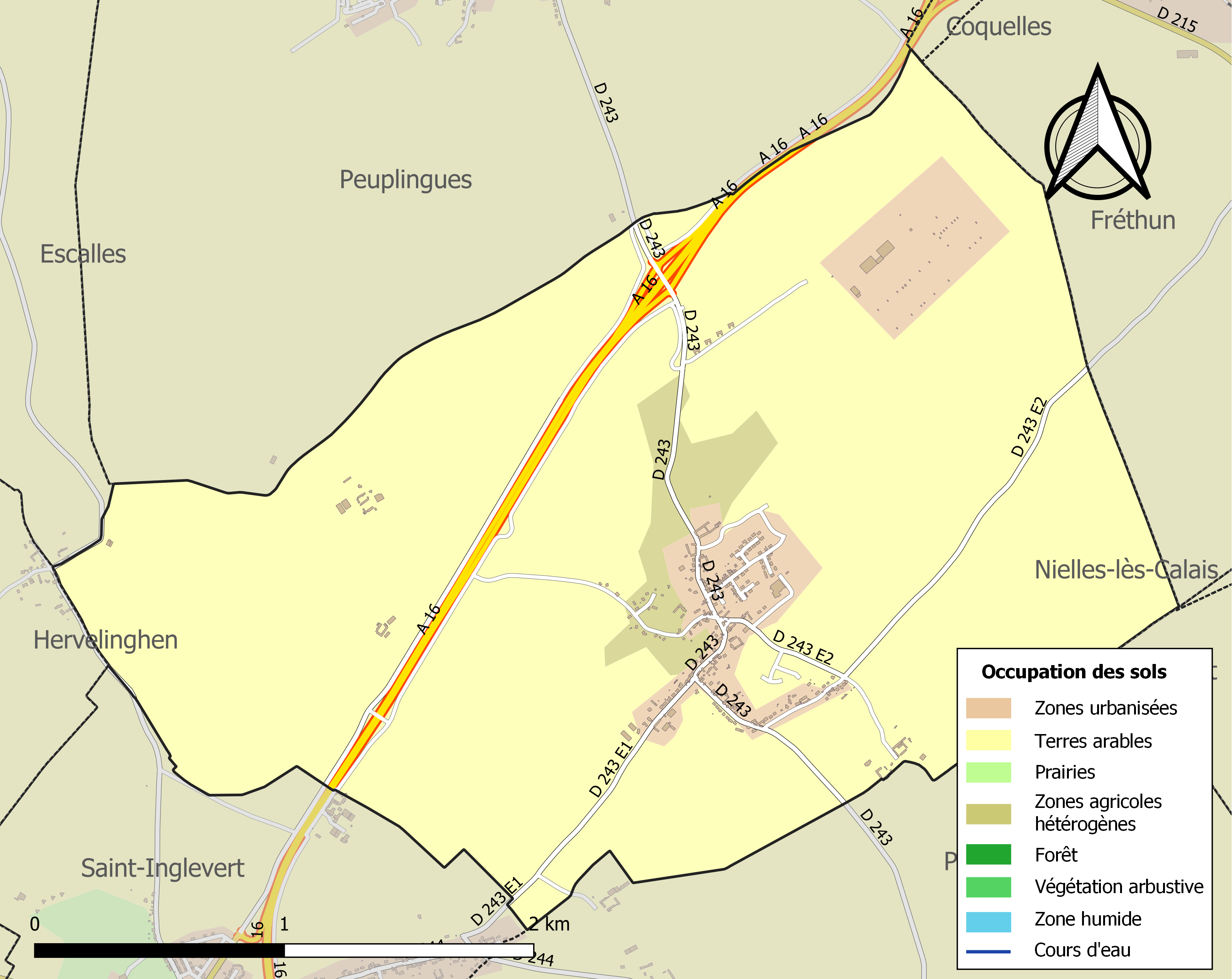
Carte des infrastructures et de l'occupation des sols de la commune en 2018 (CLC).

### Voies de communication et transports

#### Transports en commun
La commune est desservie par la ligne 13 du réseau Imag'in de l'agglomération Grand Calais Terres et Mer.

### Énergie
Dans le lieu-dit les Mandarins, au nord de la commune, se situe une installation électrique IFA 2000. Elle permet d'apporter de l'électricité en Angleterre via des câbles enterrés.

## Toponymie
Le nom de la localité est attesté sous les formes Bonigues (1153), Boninghes (1173), Boininges (XIIIe siècle), Boinnigues (1501), Bonyng, Bonigs et Bonngs (1556), Bonninghes (1557), Bonningue les Calais (1793), Bonningues-lès-Calais depuis 1801.
Le nom de la commune viendrait de l'anthroponyme germanique Buno suivi du suffixe -ingen, francisé en -ingues.
En français, la préposition « lès » signifie « près de », ici Calais. D'usage vieilli, elle n'est guère plus rencontrée que dans les toponymes, plus particulièrement ceux de localités.
Boninge en flamand.

## Histoire
Aucune mention écrite du village n'a été retrouvée avant 1084, quand les actes d'Andres font état du nom de la commune.
Une mention plus certaine apparaît des 1100 où les terres de l'église de Bonningues auraient été cédées.
Bonningues-les-Calais faisait partie des paroisses proches de Calais occupées par les Anglais depuis le 4 août 1347, date à laquelle ceux-ci ont pris Calais. Elle est restée anglaise pendant 150 ans jusqu'à janvier 1558, date à laquelle les Français reprennent Calais (siège de Calais 1558).
Pendant la première guerre mondiale, Guînes est le siège en 1917-1918 d'un commandement d'étapes, c'est-à-dire un élément de l'armée organisant le stationnement de troupes, comprenant souvent des chevaux, pendant un temps plus ou moins long, sur les communes dépendant du commandement, en arrière du front. Bonningues en dépend et a à ce titre accueilli des troupes sur la commune.

## Politique et administration

### Découpage territorial
La commune se trouve dans l'arrondissement de Calais du département du Pas-de-Calais.

#### Commune et intercommunalités
La commune est membre de la communauté d'agglomération Grand Calais Terres et Mers.

#### Circonscriptions administratives
La commune est rattachée au canton de Calais-1.

#### Circonscriptions électorales
Pour l'élection des députés, la commune fait partie de la septième circonscription du Pas-de-Calais.

### Élections municipales et communautaires

#### Liste des maires
| Période                                  | Période                      | Identité          | Étiquette | Qualité                         |
| ---------------------------------------- | ---------------------------- | ----------------- | --------- | ------------------------------- |
| Les données manquantes sont à compléter. |                              |                   |           |                                 |
| avant 1988                               | ?                            | Pierre Level      |           |                                 |
| mars 2001                                | mars 2008                    | Claudette Bocquet |           |                                 |
| mars 2008                                | mai 2020                     | Christian Salvary |           | Réélu pour le mandat 2014-2020, |
| 26 mai 2020                              | En cours (au 2 février 2022) | Jacques Merlen    |           | Ancien employé,                 |

### Jumelages
| Ville | Ville     | Pays | Pays      | Période     |
| ----- | --------- | ---- | --------- | ----------- |
|       | Krummesse |      | Allemagne | depuis 1995 |

## Équipements et services publics

### Justice, sécurité, secours et défense
La commune dépend du tribunal de proximité de Calais, du conseil de prud'hommes de Calais, du tribunal judiciaire de Boulogne-sur-Mer, de la cour d'appel de Douai, du tribunal de commerce de Boulogne-sur-Mer, du tribunal administratif de Lille, de la cour administrative d'appel de Douai et du tribunal pour enfants de Boulogne-sur-Mer.

## Population et société

### Démographie
Les habitants de la commune sont appelés les Bonninguois.

#### Évolution démographique
L'évolution du nombre d'habitants est connue à travers les recensements de la population effectués dans la commune depuis 1793. Pour les communes de moins de 10 000 habitants, une enquête de recensement portant sur toute la population est réalisée tous les cinq ans, les populations de référence des années intermédiaires étant quant à elles estimées par interpolation ou extrapolation. Pour la commune, le premier recensement exhaustif entrant dans le cadre du nouveau dispositif a été réalisé en 2006.

En 2022, la commune comptait 598 habitants, en évolution de +4,18 % par rapport à 2016 (Pas-de-Calais : −0,72 %, France hors Mayotte : +2,11 %).
| 1793 | 1800 | 1806 | 1821 | 1831 | 1836 | 1841 | 1846 | 1851 |
| ---- | ---- | ---- | ---- | ---- | ---- | ---- | ---- | ---- |
| 168  | 227  | 254  | 276  | 275  | 294  | 302  | 314  | 312  |

| 1856 | 1861 | 1866 | 1872 | 1876 | 1881 | 1886 | 1891 | 1896 |
| ---- | ---- | ---- | ---- | ---- | ---- | ---- | ---- | ---- |
| 305  | 298  | 295  | 292  | 292  | 270  | 267  | 241  | 237  |

| 1901 | 1906 | 1911 | 1921 | 1926 | 1931 | 1936 | 1946 | 1954 |
| ---- | ---- | ---- | ---- | ---- | ---- | ---- | ---- | ---- |
| 235  | 261  | 255  | 237  | 220  | 231  | 235  | 257  | 251  |

| 1962 | 1968 | 1975 | 1982 | 1990 | 1999 | 2006 | 2011 | 2016 |
| ---- | ---- | ---- | ---- | ---- | ---- | ---- | ---- | ---- |
| 282  | 290  | 341  | 394  | 411  | 570  | 602  | 632  | 574  |

| 2021 | 2022 | - | - | - | - | - | - | - |
| ---- | ---- | - | - | - | - | - | - | - |
| 585  | 598  | - | - | - | - | - | - | - |

#### Pyramide des âges
En 2018, le taux de personnes d'un âge inférieur à 30 ans s'élève à 32,0 %, soit en dessous de la moyenne départementale (36,7 %). À l'inverse, le taux de personnes d'âge supérieur à 60 ans est de 26,2 % la même année, alors qu'il est de 24,9 % au niveau départemental.
En 2018, la commune comptait 275 hommes pour 284 femmes, soit un taux de 50,81 % de femmes, légèrement inférieur au taux départemental (51,5 %).
Les pyramides des âges de la commune et du département s'établissent comme suit.
| Hommes | Classe d’âge | Femmes |
| ------ | ------------ | ------ |
| 0,0    | 90 ou +      | 1,9    |
| 4,7    | 75-89 ans    | 6,4    |
| 20,9   | 60-74 ans    | 18,5   |
| 26,4   | 45-59 ans    | 25,9   |
| 14,4   | 30-44 ans    | 16,9   |
| 16,7   | 15-29 ans    | 15,1   |
| 16,9   | 0-14 ans     | 15,3   |

| Hommes | Classe d’âge | Femmes |
| ------ | ------------ | ------ |
| 0,5    | 90 ou +      | 1,6    |
| 5,6    | 75-89 ans    | 8,9    |
| 16,7   | 60-74 ans    | 18,1   |
| 20,2   | 45-59 ans    | 19,2   |
| 18,9   | 30-44 ans    | 18,1   |
| 18,2   | 15-29 ans    | 16,2   |
| 19,9   | 0-14 ans     | 17,9   |

### Manifestations culturelles et festivités
Chaque année, lors du week-end de la Pentecôte, a lieu la ducasse du village. Une brocante et une course cycliste sont notamment organisées.
Lors du dernier dimanche de novembre, un marché de Noël a lieu dans la salle des fêtes en partenariat avec la ville jumelée Krummesse.

### Sports et loisirs

#### Pistes cyclables
La piste cyclable « La Vélomaritime », partie côtière française de la « Véloroute de l'Europe - EuroVelo 4 », qui relie Roscoff en France à Kiev en Ukraine sur 5 100 km, traverse la commune, en venant d'Escalles pour desservir Peuplingues,.

## Culture locale et patrimoine

### Lieux et monuments

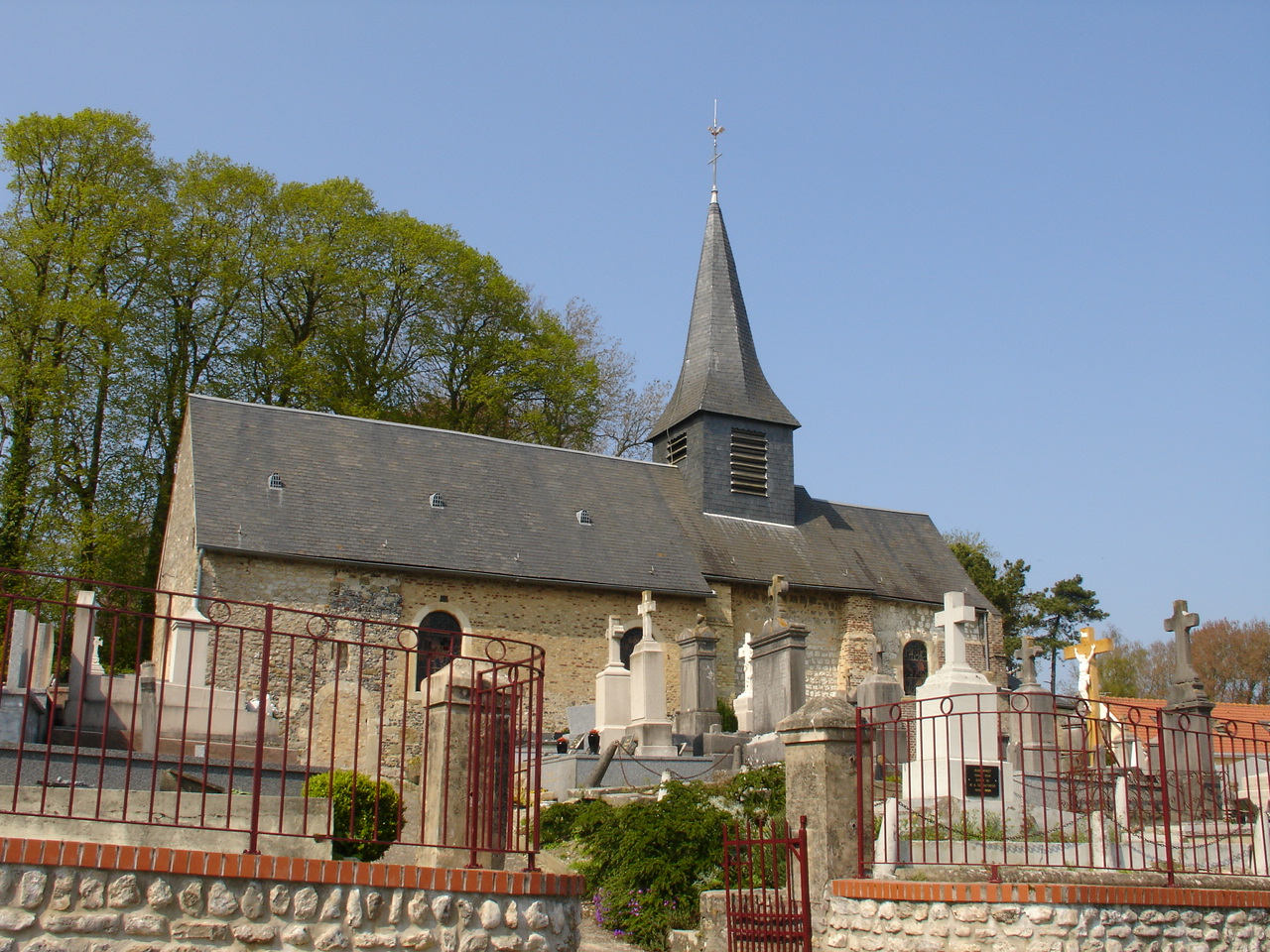
L'église Saint-Pierre.

- L'église Saint-Pierre de Bonningues-lès-Calais a été construite par au XIIe siècle puis a été détruite et reconstruite au XVIe siècle, en style roman et en silex. En 1946, l'effondrement du clocher cause d'importants dégâts dans l'église. Seul le chœur nous est parvenu du XIIe siècle. En novembre 2010, l'église a été frappée par la foudre mais seul le coq de l'église fut endommagé. Il a par la suite été changé.
- Le monument aux morts[38].

### Héraldique
| Blason de Bonningues-lès-Calais | Blason  | D'argent au lion d'azur, armé et lampassé de gueules, surmonté d'un lambel du même. |
| Blason de Bonningues-lès-Calais | Détails | Adopté par la municipalité le 19 mai 1995.                                          |

## Pour approfondir